# Natação no Campeonato Mundial de Esportes Aquáticos de 2024 - 200 m peito masculino

A prova dos 200 metros peito masculino da natação no Campeonato Mundial de Esportes Aquáticos de 2024 foi realizada nos dias 15 e 16 de fevereiro de 2024 em Doha, no Catar.

## Formato da competição
A competição consiste em três rodadas: eliminatórias, semifinais e final. Os nadadores com os 16 melhores tempos nas baterias preliminares avançam as semifinais. Já os nadadores com os 8 melhores tempos nas semifinais avançam a final. Desempates (swim-offs) são utilizados conforme necessário para quebrar os empates de avanço a próxima rodada.

## Cronograma
Todos os horários estão na hora local (UTC+3).
| Data            | Hora  | Evento        |
| --------------- | ----- | ------------- |
| 15 de fevereiro | 10:28 | Eliminatórias |
| 15 de fevereiro | 19:43 | Semifinais    |
| 16 de fevereiro | 20:08 | Final         |

## Recordes
Antes desta competição, os recordes mundiais e do campeonato nesta prova eram os seguintes:
| Tipo                  | Atleta      | Tempo     | Local   | Data                |
| --------------------- | ----------- | --------- | ------- | ------------------- |
|                       | Qin Haiyang | 2m 05s 48 | Fukuoka | 28 de julho de 2023 |
| Recorde do campeonato | Qin Haiyang | 2m 05s 48 | Fukuoka | 28 de julho de 2023 |

## Medalhistas
| Ouro                | Prata                          | Bronze                    |
| Dong Zhihao · China | Caspar Corbeau · Países Baixos | Nic Fink · Estados Unidos |

## Resultados

### Eliminatórias
Esses foram os resultados das eliminatórias. A prova foi realizada no dia 15 de fevereiro com início às 10:28.
| Pos. | Bateria | Raia | Nadador            | Nacionalidade   | Tempo   | Notas |
| ---- | ------- | ---- | ------------------ | --------------- | ------- | ----- |
| 1    | 2       | 3    | Matti Mattsson     | Finlândia       | 2:09.15 | Q     |
| 2    | 4       | 2    | Lyubomir Epitropov | Bulgária        | 2:10.57 | Q     |
| 3    | 3       | 3    | Ikuru Hiroshima    | Japão           | 2:10.73 | Q     |
| 4    | 4       | 4    | Caspar Corbeau     | Países Baixos   | 2:10.85 | Q     |
| 5    | 2       | 5    | Erik Persson       | Suécia          | 2:10.94 | Q     |
| 6    | 3       | 5    | Nic Fink           | Estados Unidos  | 2:11.00 | Q     |
| 7    | 3       | 4    | Dong Zhihao        | China           | 2:11.13 | Q     |
| 8    | 4       | 5    | Arno Kamminga      | Países Baixos   | 2:11.22 | Q     |
| 9    | 2       | 4    | Jake Foster        | Estados Unidos  | 2:11.27 | Q     |
| 10   | 3       | 2    | Maksym Ovchinnikov | Ucrânia         | 2:11.55 | Q     |
| 11   | 2       | 2    | Adam Chillingworth | Hong Kong       | 2:11.98 | Q     |
| 12   | 3       | 6    | Denis Petrashov    | Quirguistão     | 2:12.23 | Q     |
| 13   | 4       | 6    | James Dergousoff   | Canadá          | 2:12.34 | Q     |
| 14   | 2       | 7    | Lee Sang-hoon      | Coreia do Sul   | 2:12.43 | Q     |
| 15   | 4       | 3    | Miguel de Lara     | México          | 2:12.50 | Q     |
| 16   | 2       | 6    | Carles Coll Martí  | Espanha         | 2:12.72 | Q     |
| 17   | 4       | 1    | Eoin Corby         | Irlanda         | 2:13.10 |       |
| 18   | 3       | 1    | Vojtěch Netrh      | Chéquia         | 2:13.83 |       |
| 19   | 4       | 7    | Andrius Šidlauskas | Lituânia        | 2:14.28 |       |
| 20   | 4       | 8    | Xavier Ruiz        | Porto Rico      | 2:14.71 |       |
| 21   | 3       | 8    | Daniils Bobrovs    | Letônia         | 2:15.25 |       |
| 22   | 2       | 8    | Matthew Randle     | África do Sul   | 2:16.10 |       |
| 23   | 3       | 0    | Denis Svet         | Moldávia        | 2:16.98 |       |
| 24   | 4       | 0    | Vicente Villanueva | Chile           | 2:17.45 |       |
| 25   | 3       | 7    | Phạm Thanh Bảo     | Vietname        | 2:18.58 |       |
| 26   | 2       | 0    | Liam Davis         | Zimbabwe        | 2:18.89 |       |
| 27   | 4       | 9    | Giacomo Casadei    | San Marino      | 2:19.60 |       |
| 28   | 1       | 6    | Abobakr Abass      | Sudão           | 2:20.80 |       |
| 29   | 1       | 5    | Saud Ghali         | Bahrein         | 2:21.94 |       |
| 30   | 2       | 9    | Jacob Story        | Ilhas Cook      | 2:22.66 |       |
| 31   | 2       | 1    | Jorge Murillo      | Colômbia        | 2:22.90 |       |
| 32   | 1       | 4    | Luis Weekes        | Barbados        | 2:32.02 |       |
| 33   | 3       | 9    | Jonathan Chung     | Ilhas Maurícias | 2:26.00 |       |
| 34   | 1       | 3    | Caio Lobo          | Moçambique      | 2:29.27 |       |

### Semifinais
Esses foram os resultados das semifinais. A prova foi realizada no dia 15 de fevereiro com início às 19:43.
| Pos. | Bateria | Raia | Nadador            | Nacionalidade  | Tempo   | Notas |
| ---- | ------- | ---- | ------------------ | -------------- | ------- | ----- |
| 1    | 2       | 2    | Jake Foster        | Estados Unidos | 2:08.78 | Q     |
| 2    | 2       | 6    | Dong Zhihao        | China          | 2:09.16 | Q     |
| 3    | 1       | 5    | Caspar Corbeau     | Países Baixos  | 2:09.34 | Q     |
| 4    | 2       | 4    | Matti Mattsson     | Finlândia      | 2:09.43 | Q     |
| 4    | 2       | 5    | Ikuru Hiroshima    | Japão          | 2:09.43 | Q     |
| 6    | 1       | 3    | Nic Fink           | Estados Unidos | 2:09.87 | Q     |
| 7    | 2       | 3    | Erik Persson       | Suécia         | 2:10.04 | Q     |
| 8    | 1       | 6    | Arno Kamminga      | Países Baixos  | 2:10.30 | Q     |
| 9    | 1       | 8    | Carles Coll Martí  | Espanha        | 2:10.77 |       |
| 10   | 1       | 7    | Denis Petrashov    | Quirguistão    | 2:10.81 |       |
| 11   | 1       | 4    | Lyubomir Epitropov | Bulgária       | 2:10.89 |       |
| 12   | 1       | 2    | Maksym Ovchinnikov | Ucrânia        | 2:11.82 |       |
| 13   | 1       | 1    | Lee Sang-hoon      | Coreia do Sul  | 2:11.87 |       |
| 14   | 2       | 7    | Adam Chillingworth | Hong Kong      | 2:12.14 |       |
| 15   | 2       | 8    | Miguel de Lara     | México         | 2:12.58 |       |
| 16   | 2       | 1    | James Dergousoff   | Canadá         | 2:12.59 |       |

### Final
A final foi realizada em 16 de fevereiro às 20:08.
| Pos.              | Raia | Nadador         | Nacionalidade  | Tempo   | Notas |
| ----------------- | ---- | --------------- | -------------- | ------- | ----- |
| Medalha de ouro   | 5    | Dong Zhihao     | China          | 2:07.94 |       |
| Medalha de prata  | 3    | Caspar Corbeau  | Países Baixos  | 2:08.24 |       |
| Medalha de bronze | 7    | Nic Fink        | Estados Unidos | 2:08.85 |       |
| 4                 | 4    | Jake Foster     | Estados Unidos | 2:09.31 |       |
| 5                 | 2    | Ikuru Hiroshima | Japão          | 2:09.37 |       |
| 6                 | 6    | Matti Mattsson  | Finlândia      | 2:09.80 |       |
| 7                 | 8    | Arno Kamminga   | Países Baixos  | 2:10.06 |       |
| 8                 | 1    | Erik Persson    | Suécia         | 2:10.21 |       |

Legenda
| Recorde mundial       | Recorde mundial (World record)               |                       | Recorde africano                      | Recorde africano (African) |                                           | Q | Classificado por posição (Qualified) |
| Recorde do campeonato | Recorde do campeonato (Championship record)  | Recorde da América    | Recorde da América (Americas)         | q                          | Classificado por melhor tempo (Qualified) |   |                                      |
| Melhor marca do ano   | Melhor marca do ano (World leading)          | Recorde asiático      | Recorde asiático (Asian)              | DNS                        | Não largou (Did not start)                |   |                                      |
| Recorde nacional      | Recorde nacional (National record)           | Recorde europeu       | Recorde europeu (European)            | DNF                        | Não terminou (Did not finish)             |   |                                      |
| Recorde pessoal       | Recorde pessoal do atleta (Personal best)    | Recorde da Oceania    | Recorde da Oceania (Oceania)          | DSQ / DQ                   | Desclassificado (Disqualified)            |   |                                      |
| Recorde da temporada  | Recorde da temporada do atleta (Season best) | Recorde sul-americano | Recorde sul-americano (South America) | NM                         | Sem marca (No mark)                       |   |                                      |